# Monatliche Correspondenz

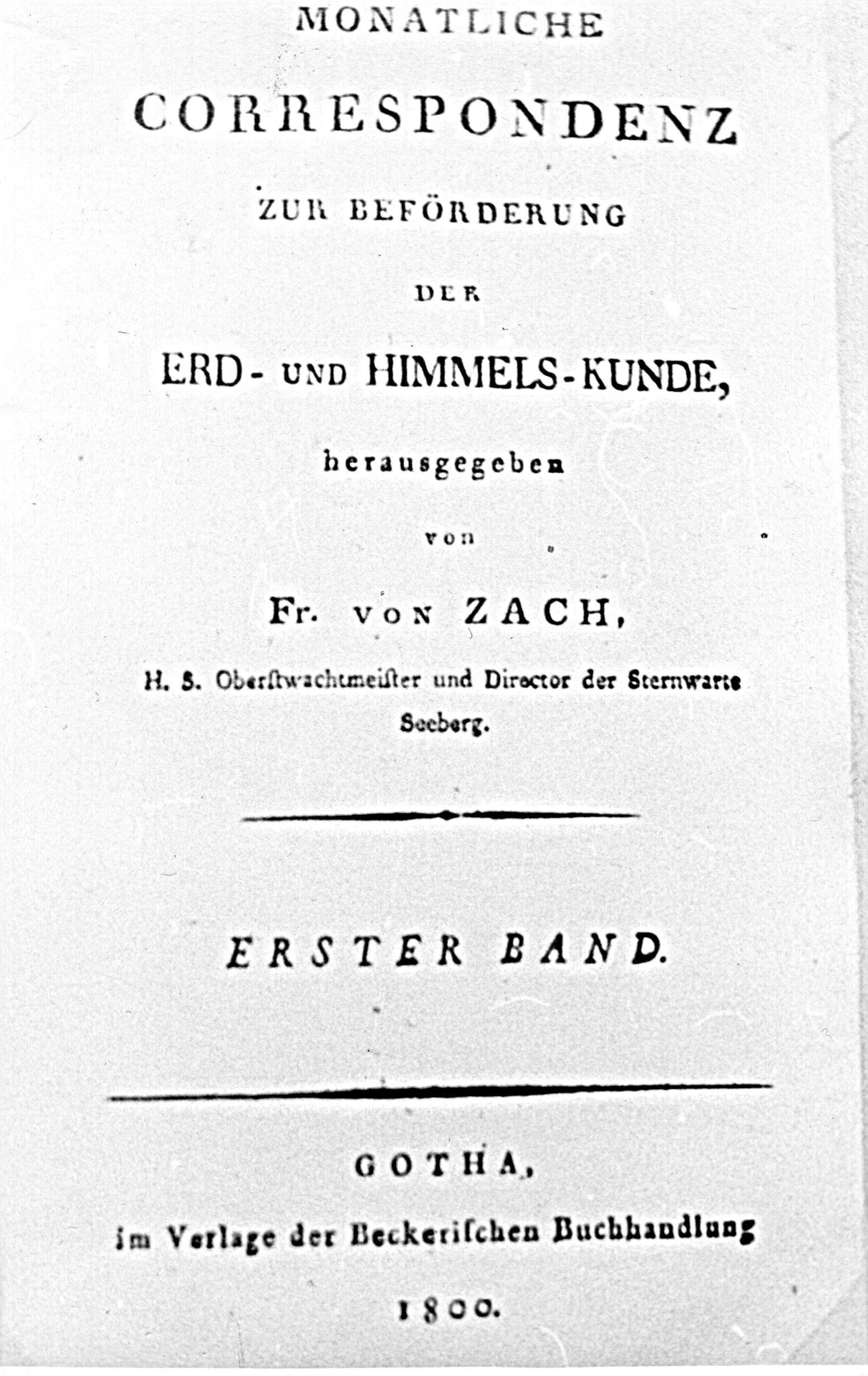
Titelblatt der ersten Ausgabe der „Monatliche Correspondenz zur Beförderung der Erd- und Himmelskunde“ (1800)

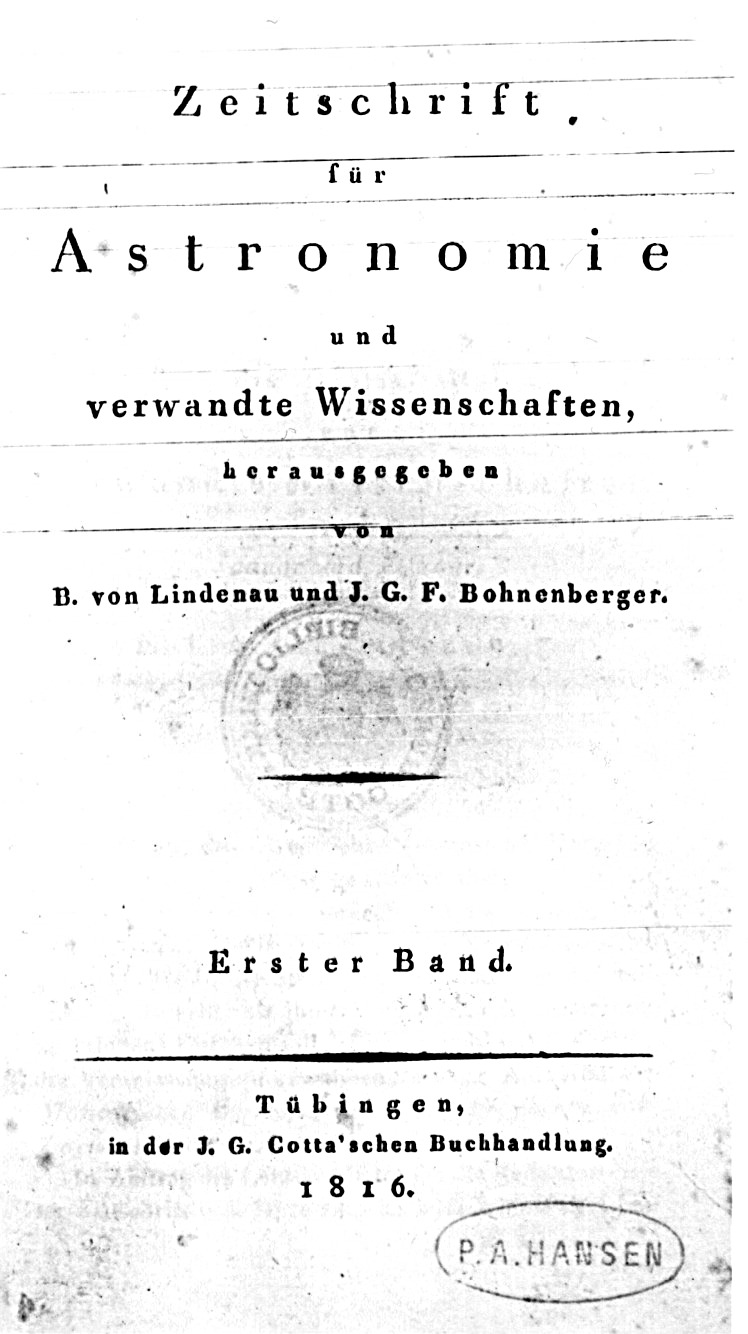
Titelblatt der ersten Ausgabe der „Zeitschrift für Astronomie und verwandte Wissenschaften“ (1816)

Die Monatliche Correspondenz zur Beförderung der Erd- und Himmels-Kunde war die erste rein fachwissenschaftliche Zeitschrift für diese Wissenschaften. Sie wurde von Franz Xaver von Zach auf der Seeberg-Sternwarte ab 1800 herausgegeben.
Die rege Korrespondenz Franz Xaver von Zachs mit den Fachkollegen Europas ermöglichte ihm, deren Erkenntnisse und Ergebnisse allen Interessierten zur Verfügung zu stellen.
Beim ersten europäischen Astronomenkongress 1798 in Gotha bestätigten die Anwesenden das Bedürfnis zu einem solchen Kommunikationsmedium. Erfolge zeigten sich beim Austausch über Techniken der Beobachtung und Methoden der Auswertung und auch bei der Wiederentdeckung des Asteroiden Ceres 1802.
Zach führte die Redaktion dieser neuen Fachzeitschrift zusammen mit Johann Friedrich Hennicke, die in Gotha im Verlag der Beckerschen Buchhandlung monatlich erschien, bis zu seinem Abschied von Gotha 1806. Bei einer Auflage von bis zu 300 Stück erreichte sie alle Fachkollegen, von denen sich eine ganze Reihe auch mit mehr oder weniger regelmäßigen Beiträgen beteiligten. So stammen die Artikel außer von Zach und Lindenau auch von Bessel, Gauß, Olbers und anderen. Nach dem Weggang von Zachs aus Gotha wurde die im Kreise der Astronomen geschätzte Zeitschrift von seinem Nachfolger Bernhard von Lindenau bis 1813 unter weiterer Einflussnahme Zachs weitergeführt.
Ein Versuch Lindenaus ab 1817 ein Nachfolgeorgan unter dem Titel Zeitschrift für Astronomie zu etablieren,  musste nach zwei Jahren wieder aufgegeben werden, da es nicht die Qualität der MC erreichte und stets verspätet erschien, weil Lindenau beruflich überfordert war und der Mitherausgeber J. G. Bohnenberger zu säumig arbeitete.
Der umfangreiche wissenschaftliche Inhalt der Monatlichen Correspondenz wurde auf Anregung Johann Franz Enckes durch ein Register erschlossen, das Johann Gottfried Galle 1850 bei Becker in Gotha veröffentlichte.
Ab 1818 setzte von Zach die Herausgabe seiner Zeitschrift unter dem Titel Correspondance Astronomique von Genua aus fort, ohne an der Erfolg der Monatlichen Correspondenz anknüpfen zu können.